# Jonathan Carroll

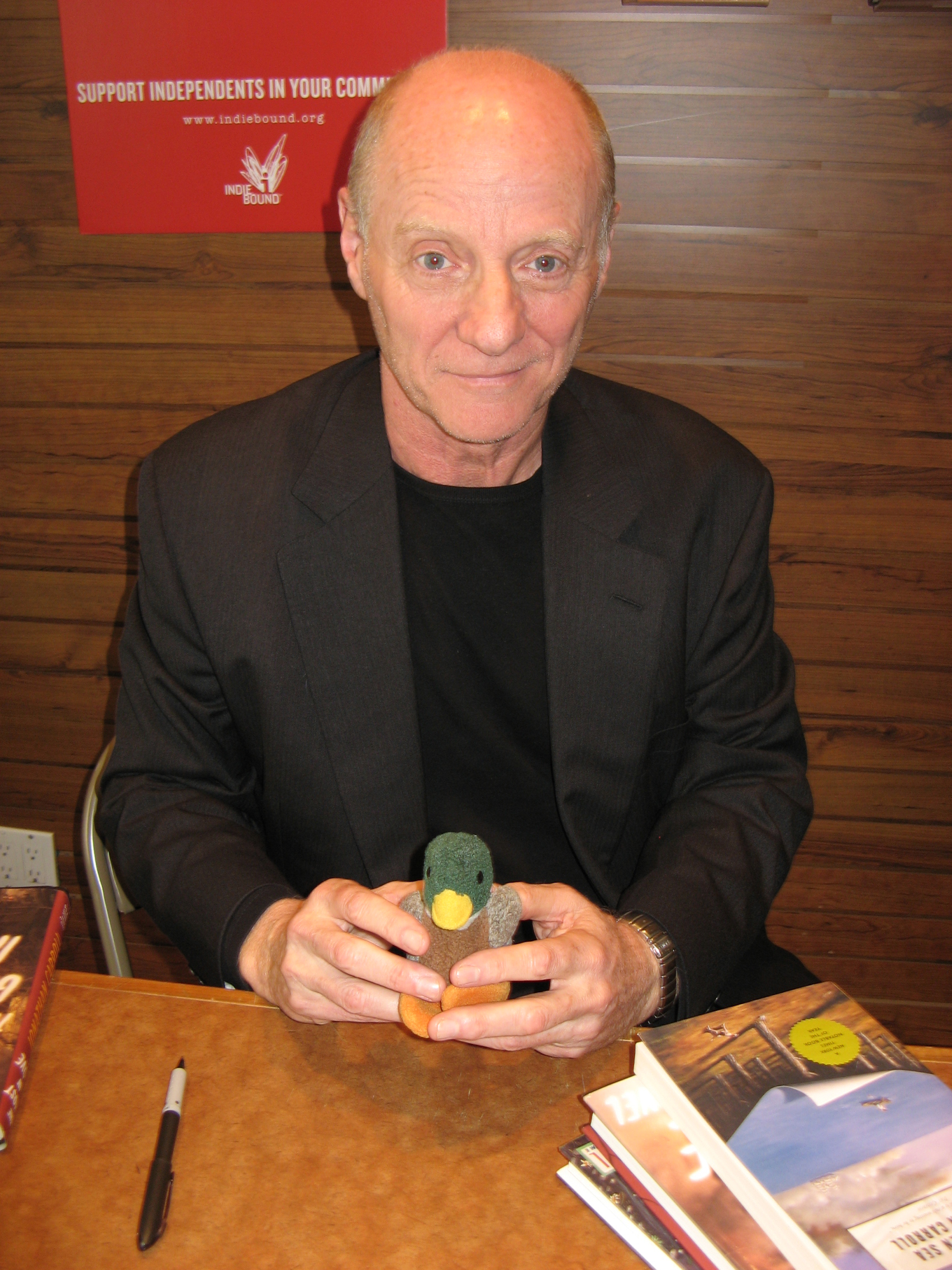
Jonathan Carroll

Jonathan Samuel Carroll (Nueva York; 26 de enero de 1949) es un escritor estadounidense de terror y fantasía.

## Biografía
Su padre, Sydney Carroll, era guionista de cine y su madre, June, una actriz y cantante habitual en Broadway. Aunque sus padres eran judíos, Carroll adoptó la ciencia cristiana, una secta que surgió en EE. UU. a mediados del siglo XIX. Acabó la educación primaria en la escuela Loomis de Connecticut y se graduó con buen expediente en la Universidad Rutgers en 1971. Ese mismo año contrajo matrimonio con la artista Beverly Schreiner. Se mudó a Viena para dar clases en la American International School, y de momento sigue viviendo y trabajando allí.

## Obra
Dentro de la obra de Carroll es frecuente la aparición de narradores inmersos en mundos donde la magia se considera algo normal, y es por eso que se ha llegado a decir que sus novelas pertenecerían al realismo mágico de haber nacido en Sudamérica y tener apellido español. Su mejor baza como escritor es la cuidadosa construcción de sus ambientes, donde lo inquietante de la atmósfera forma parte predominante de la trama, como si fuera un personaje en sí misma.